# Flustramina
Las flustraminas son alcaloides pirroloindólicos aislados de Flustra foliacea (Bryozoa).

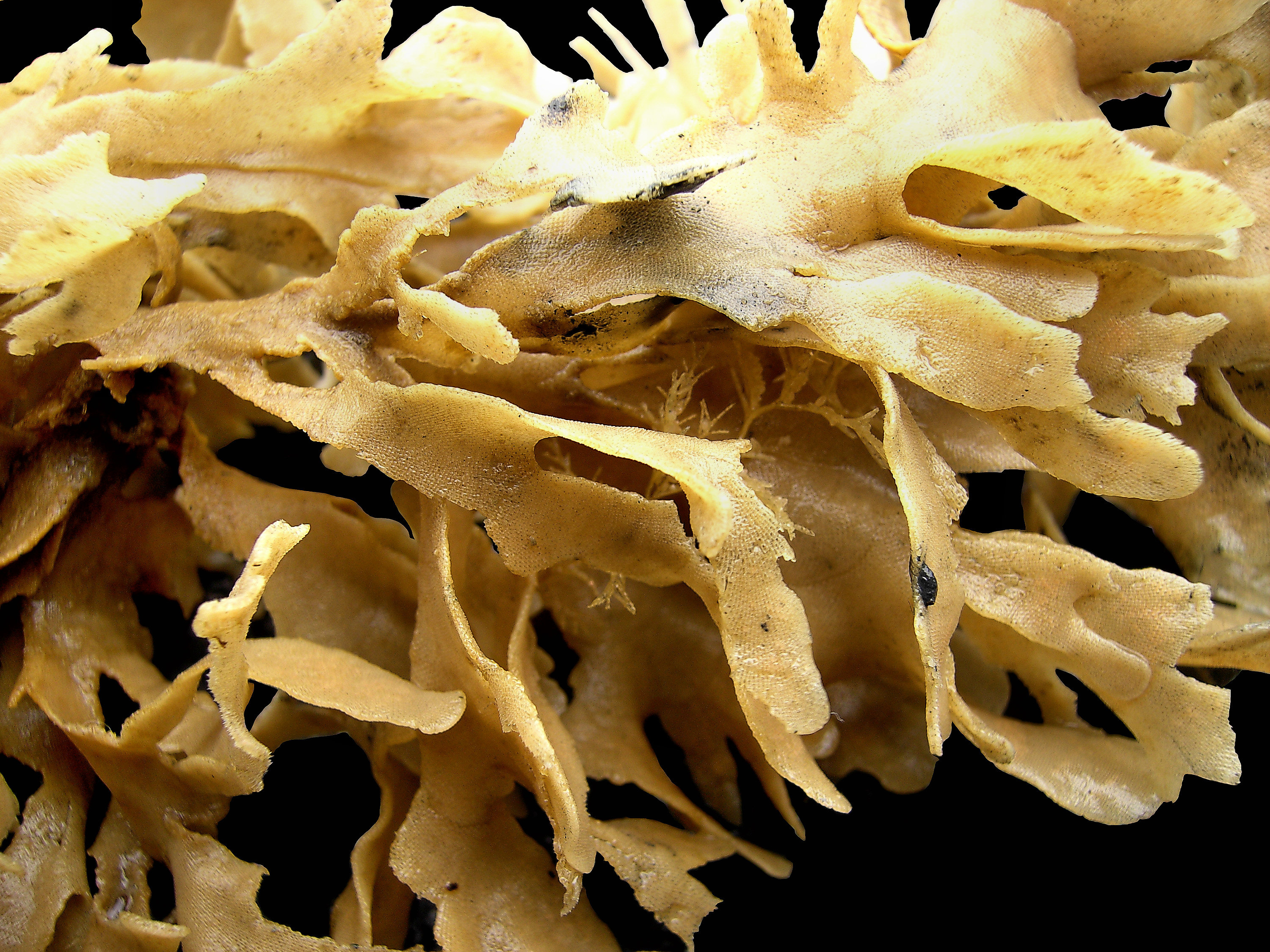
Flustra foliacea

## Síntesis
Se han reportado diversos métodos de síntesis para las frustramidas. 
Fuchs y colaboradores sintetizaron la flustramina A por medio del acoplamiento de una 3-bromoindolin-2-ona con prenilestannano.

Austin y colaboradores propusieron la síntesis total de la flustramina B a partir de N-{2-[6-bromo-1-(3-metilbut-2-en-1-il)-1H-indol-3-il]etil}-2,2-dimetilpropanamida y acroleína.

## Propiedades
A continuación se muestran las propiedades de las flustraminas: